# Bella Block: Am Ende der Lüge
Am Ende der Lüge ist ein deutscher Fernsehfilm aus dem Jahr 2000. Es handelt sich um den 9. Filmbeitrag der ZDF-Kriminalfilmreihe Bella Block. Der Film entstand unter der Regie von Martin Enlen nach einem Drehbuch von Fabian Thaesler. Die Hauptrolle der Bella Block wird gespielt von Hannelore Hoger.

## Handlung
Der sechsjährige Jacob Winter wird von seiner Mutter Sophie Winter als vermisst gemeldet. Sie gibt an, er sei Zeuge geworden, wie ein Mann versucht habe, sie zu vergewaltigen. Daraufhin sei er spurlos verschwunden. 
Am nächsten Tag wird Jacobs Leiche in einem stillgelegten Eisenbahnwagon gefunden. Für Kriminalhauptkommissarin Bella Block deutet alles auf einen Täter im Bekanntenkreis des Jungen. Ins Visier der Polizei gerät Holger Brandt, der Schwager von Sophie Winter, der mit der Familie Winter im Streit liegt. 
Doch im Laufe der Ermittlungen kristallisiert sich heraus, dass Sophie Winter ihren Sohn umgebracht hat. In die Enge getrieben, begeht sie Suizid vor den Augen Bella Blocks. In einem Brief gestand sie, dass sie ihren Sohn umgebracht hat und sich selbst töten wolle, weil ihr Mann sie verlassen wollte.

## Hintergrund
Am Ende der Lüge ist eine Produktion der Objectiv Film im Auftrag des ZDF. Der Film wurde in Hamburg gedreht und am 21. Oktober 2000 um 20:15 Uhr im ZDF erstausgestrahlt.

## Rezeption
Filmkritiker Rainer Tittelbach schrieb über die Folge, sie sei „ein schwerblütiger, auf das menschliche Drama konzentrierter Krimi, ein getragenes, überzeugend besetztes Kammerspiel“. Beim Zuschauer ergebe sich ein extrem hoher Empathiefaktor. Auch die deutsche Filmzeitschrift TV Today bezeichnete Am Ende der Lüge als „Superber Krimi mit psychologischer Tiefe“.